# Kambingan (Pagu)
Kambingan is een bestuurslaag in het regentschap Kediri van de provincie Oost-Java, Indonesië. Kambingan telt 2372 inwoners (volkstelling 2010).